# Circle of security
Circle of security je intervenční program pro rodiče založený na teorii citové vazby. Program trvá 20 týdnů, ve kterých skupina rodičů (N = 6) natáčí na video své interakce se svými dětmi (ve věku 1–4 let) a pomocí editovaných nahrávek se učí lépe reagovat a chápat situace během výchovy. Cílem je naučit rodiče chápat význam signálů dítěte (které chce explorovat, případně se vracet do bezpečí náruče), reflektovat myšlenky, pocity a chování sebe a dítěte a také reflektovat své vlastní dětství, které může ovlivňovat aktuální výchovu.

## Teoretická východiska
Klíčovým konstruktem, ze kterého metoda vychází, je teorie citové vazby a její idea bezpečného přístavu a jisté základny. Toto je rodičům názorně vysvětleno na obrázku kruhu, kde v horní polovině je zobrazeno dítě směřující k exploraci, spodní část je dítě, které se vrací do náručí. Rodiče by měli působit sebejistě ve všem, co dělají (podle hesla be bigger, stronger, wiser, and kind), následovat potřeby dítěte, a až ve chvíli, kdy to je nutné, zasáhnout.
Intervence samotná je založena na myšlence, že během výchovy často dochází k narušení vztahu, a je potřeba jej napravit. Nicméně bezpečnou citovou vazbu tvoří hlavně ona schopnost "nápravy", ne nedostatek narušení vztahu. Aby bylo možné uvažovat o nápravě, je nutné správně porozumět signálům, které dítě vysílá – a ty jsou často zavádějící. Například, předškolák nebo batole může vycítit, že pokud chce, aby ho matka utěšila, tak jí tím zneklidní. Jedna z možných adaptací je, že obejmutí a útěchu dítě přestane vyžadovat a začne se chovat opačně: bude se chovat tak, jakoby si raději hrál, než aby matce vylezl na klín. To je podle autorů této metody základem vyhýbavé citové vazby.
Nesprávná interpretace signálů dítěte může být ovlivněna tím, jak byli rodiče sami vychováváni, a jaké prekoncepty si s sebou nesou. To je demonstrováno videonahrávkou pobřeží a deštného pralesa s jemným hudebním podkresem. Po skupinové diskuzi a reflexi toho, jak příjemné pocity při nahrávce cítili, je rodičům puštěna stejná nahrávka s upravenou verzí soundtracku z filmu Čelisti. Po diskuzi nad tím, jak druhé video vzbudilo rozruch a úzkost, si rodiče mohou uvědomit, jak jejich subjektivní zážitky mohou ovlivnit vnímání potřeb dítěte. Může to být tak, že pokud se rodiče naučili od svých rodičů, že určité projevené potřeby jsou vodou zamořenou žraloky, které se musí vyhnout, pak stejně tak chrání své děti před tím, co sami považují za nebezpečné. Proto se rodiče v sobě učí objevit svoji shark music.

## Metoda intervence

### Cíle metody
Autoři metody stanovili pět cílů intervence:
1. Vytvořit rodičům bezpečné prostředí, ze kterého budou moci zkoumat své rodičovství.
2. Poskytnout rodičům jasný výklad teorie, kterou autoři nazvali Circle of security.
3. Pomoci rodičům zlepšit jejich pozorovací schopnosti tak, aby s větší šancí dokázali rozklíčovat význam (často nejednoznačných) projevů dítěte.
4. Vyvinout ve skupině proces reflexe, tuto dovednost potom mohou rodiče sami využívat (což je vnímáno jako základní hybnou silou změny).
5. Podpořit v rodičích empatický přístup (a naučit vyhnout se defenzivnímu přístupu).

### Individuální přístup
Každý vztah mezi dítětem a rodičem je před nastoupením intervence posouzen, a podle typu vazby je k němu individuálně přistupováno během sezení. Rozlišujeme čtyři typy vazby:

#### Bezpečná vazba dítěte
Pokud oba rodiče nemají problémy v interakcích s dítětem, mluvíme o bezpečné citové vazbě. Pokud občas dojde k narušení vztahu, je rodiči snadno napraven. Tento typ vazby vede k podpoře sebedůvěry a "bezproblémovému" vývoji dítěte.

#### Nejistá, vyhýbavá vazba
Pokud rodiče preferují vyhýbání se intimnímu vztahu s dítětem, je dítě vnitřně stimulováno k exploraci. Jde pak o jedince, kteří jsou velmi samostatní, jsou jim nepříjemné intimní vztahy a typická je vysoká regulace vlastních emocí.

#### Ambivalentní vazba
Pokud rodiče zamezují exploraci dítěte a snaží se jej držet "u sebe", vzniká ambivalentní vazba. Typická je nízká regulace emocí, 

#### Dezorganizovaná citová vazba
Když má rodič z projevů citové vazby strach, nebo reaguje naštvaně, vzniká dezorganizovaná citová vazba nebo rodič zcela rezignuje na roli rodiče jako někoho, kdo by měl v určitých situacích rozhodnout.

### Průběh programu

#### 1. – 2. týden: Úvod a výstavba teorie
Počátek programu je zaměřen na výstavbu bezpečného prostředí ve skupině mezi rodiči i vedením skupiny. Zároveň se učí základní myšlenky teorie citové vazby.
V prvním týdnu je hlavním záměrem vyzdvihnout kompetentnost rodičů a to, když to rodiče s dětmi myslí dobře. Metaforou je videonahrávka, ve které hraje skladba You Are So Beautiful. "To je píseň, kterou vám zpívá vaše dítě," říká vedoucí skupiny ostatním. Poté jsou představeny základní koncepty attachmentu, na videu je ukázáno, jak vypadá bezpečná citová vazba a jak dítě z jisté základny vyráží explorovat a vrací se do bezpečného přístavu k rodiči. Zároveň je předán list s obrázkem, na kterém je tento proces vysvětlen jako kruh.

#### 3. – 8. týden: První fáze videí
Během této fáze sledují rodiče každý týden videozáznamy jednoho rodiče ze skupiny. Sledují se tzv. over-used strengths, schopnosti, které jsou používány často, protože jsou s nimi rodiče sžití, jsou vnímány jako funkční a jsou pro rodiče pohodlné, a under-used capacities, schopnosti, které jsou podužívány.
Videa v této fázi obsahují čtyři výstřižky:
1. Dítě, které prožívá stres (resp. distres) a vyžaduje rodiče. Tato ukázka je určena k tomu, aby bylo ukázáno, jak důležitý rodič pro dítě je.
2. Rodič, který dobře zvládá situaci způsobem, který nevyužívá tolik, kolik by mohl.
3. Rodič, který zápolí s vyřešením situace způsobem, který není zvyklý běžně užívat. Tento výstřižek je využit jako most k fázi 2, která je o sedm týdnů později.
4. Rodič a dítě v dobrém vztahu. Rodiče musí vědět, že je podporován skupinou i jejím vedením, aby mohli dále zkoumat své vztahy a učit se.

#### 9. týden: Přechodné stadium, další teorie
Hlavním tématem tohoto týdnu je to, že všichni rodiče mají někdy obtíže. Obtíže jsou tedy validizovány, je přečtena krátká esej Welcome to the Club, ve které jsou uznány každodenní potíže rodičů.

#### 10. – 15. týden: Druhá fáze videí
Druhá fáze videí je více zaměřena na obtíže a na používané metody zvládání situací. Opět jsou využity čtyři výstřižky, poslední je opět rodič s dítětem v dobrém vztahu.

#### 16. týden: Přechodné stadium, review
V 16. týdnu se skupina ohlédne zpět za probranou teorií a připraví se na poslední fázi videí. Toto sezení umožňuje rodičům konsolidovat informace, které se dozvěděli a aby se mohli vyrovnat s problémy, které případně mohly během posledních týdnů ve skupině vzniknout.

#### 17. – 19. týden: Třetí fáze videí
V poslední fázi videí vždy každý týden dva rodiče ukazují videonahrávky, na kterých je vidět, jakým způsobem pokročili ve zvládání situací ve vztahu k probrané látce.

#### 20. týden: Poslední setkání
Na posledním setkání dostanou rodiče certifikát o účasti, mají možnost sdílet zkušenost ve skupině a zkontrolují své znalosti v testu. Každý si také odnáší vyplněný pracovní sešit (The Kissing Hand).

## Související studie

### Vliv metody na emoce rodičů
Ve studii provedené na 83 rodinách s dětmi ve věku 1–7 let se autoři zabývají vlivem metody na fungování emocí rodičů. Závislými proměnnými byl stres rodičů (měřen pomocí PSI 3rd edition), mentální zdraví (měřeno pomocí SCL-90-R), identifikovanými moderátory byla schopnost rodičů reflektovat a pohled rodičů na jejich rodičovství (měřeno pomocí Circle Of Security Interview) a chování dítěte (měřeno pomocí CBCL). Bylo zjištěno, že po provedení 20týdenní intervence byl redukován stres i další symptomy se střední až velkou velikostí účinku.

## Další intervenční programy
- B.A.S.E. Archivováno 1. 12. 2017 na Wayback Machine.
- Minding the baby®